# Al-Shaddadah
Al-Shaddadah hoặc al-Shaddadi (tiếng Ả Rập: الشدادة, Kurdish: eddadê ) là một thị trấn ở phía nam tỉnh al-Hasakah, đông bắc Syria. Thị trấn là trung tâm hành chính của al-Shaddadah Nahiya bao gồm 16 đô thị. Tại cuộc điều tra dân số năm 2004, al-Shaddadah có dân số 15.806 người. Do hậu quả của cuộc nội chiến Syria đang diễn ra, hiện tại nó được kiểm soát bởi Cơ quan tự trị Bắc và Đông Syria.

## Tên gọi và địa lý
Tên của thị trấn có thể được bắt nguồn từ "Shadadu"; một thống đốc của quận "Suru" được đề cập trong biên niên sử của vua Assyria Assurnasirpal II. Thị trấn nằm ngoài khơi bờ sông Khabur. Các địa phương gần đó bao gồm al-Sabaa wa Arbain ở phía tây.

## Nội chiến Syria
Trong quá trình Nội chiến Syria, thành phố đã bị Mặt trận al-Nusra tấn công trong Trận Shadadeh tháng 2 năm 2013 và bị bắt 3 ngày sau đó. Theo Đài quan sát nhân quyền Syria, hơn 100 binh sĩ Quân đội Ả Rập Syria và 40 chiến binh al-Nusra đã thiệt mạng, cũng như hàng chục công nhân dầu khí.
Thành phố này sau đó được kiểm soát bởi Nhà nước Hồi giáo Iraq và Levant và cho đến cuối năm 2015 vẫn là một trong những thành trì ISIL cuối cùng trong tỉnh.
Khi vào tháng 10 năm 2015, YPG người Kurd và các đối tác đa sắc tộc của họ, bao gồm Lực lượng al-Sanadid của bộ lạc Ả Rập Shammar, đã gia nhập lực lượng để thành lập Lực lượng Dân chủ Syria (SDF), lãnh đạo al-Sanadid Bandar al-Humaydi để giải phóng al-Hawl và al-Shaddadah khỏi Nhà nước Hồi giáo Iraq và Levant.
Vào ngày 24 tháng 11, các chiến binh ISIL đã chuyển các thành viên gia đình của họ đi xa hơn về phía nam tới tỉnh Syria Deir ez-Zor  Sau khi SDF chiếm được đập Nam Hasakah vào ngày 30 tháng 11, họ tiếp tục tấn công về phía nam, về phía thành phố al-Shaddadah, hiện là thành trì cuối cùng của ISIL tại tỉnh al-Hasakah. Sau đó, các nhà lãnh đạo bộ lạc Ả Rập đã kêu gọi ISIL rút khỏi thành phố một cách "hòa bình", để ngăn chặn thương vong dân sự và sự sụp đổ có thể của cơ sở hạ tầng kinh tế ở al-Shaddadi, nếu một trận chiến tàn phá giữa lực lượng SDF / liên minh và ISIL sẽ xảy ra xảy ra  Cũng có báo cáo rằng ISIL đã bắt đầu sơ tán một số vị trí của nó gần al-Shaddadi, và một số chiến binh ISIL đã chuyển gia đình của họ từ khu vực đến các vùng lãnh thổ do ISIL nắm giữ ở tỉnh Deir ez-Zor, để chuẩn bị cho trận chiến sắp tới.
Vào ngày 19 tháng 2 năm 2016, thị trấn đã bị Lực lượng Dân chủ Syria (SDF) bắt giữ.
Vào ngày 21 tháng 1 năm 2019, lực lượng SDF của Hoa Kỳ và người Kurd đã bị tấn công bởi VBIED. ISIL đã nhận trách nhiệm về vụ tấn công thông qua một dịch vụ tin tức liên kết. Không ai trong số các thành viên dịch vụ Mỹ bị thương.